# Pellworm
Pellworm (tiếng Đan Mạch: Pelvorm; North Frisian Pälweerm) là một đô thị thuộc huyện Nordfriesland, bang Schleswig-Holstein, Đức.
Bản mẫu:Frisian Islands